# 新・日本国憲法試案
『新・日本国憲法試案』（しん・にほんこく けんぽう しあん、しん・にっぽんこく けんぽう しあん）とは、幸福の科学グループ創始者兼総裁、大川隆法の著作。日本国憲法の改正試案として提示し、政治思想書・政治哲学書として幸福実現党の精神的支柱となる一書。

## 概要
『新・日本国憲法試案』とは、幸福の科学グループ創始者兼総裁、大川隆法が著した、幸福の科学の経典で、政治思想書。副題は「幸福実現党宣言(4)」。『幸福実現党宣言』の中での「未来日本の国家ビジョン」の具体化として、憲法試案を明文化した書。聖徳太子の十七条憲法を意識し、前文と全16条になったとされる。
この書籍が発売される前の2009年6月21日に、大手四大新聞紙上で幸福の科学出版の全面広告として、この憲法試案の前文と全16条が発表された。
2009年6月15日に書き下ろされた、前文・16条と、翌日6月16日の説法「新・日本国憲法 試案」講義の2件をとりまとめ、加筆したもので構成され『新・日本国憲法試案』は出版された。

### 主張
幸福実現党を立てて政治に進出するにあたり、宗教家としてより思想家としての使命として著者：大川隆法は「国家の理念」を提示しており、幸福実現党による政治進出が単に権力志向によるものではないことを証明している書であると大川は主張。これは「創価学会・公明党のイメージからくる幸福実現党への誤解を防ぐ意図がある」と塚田は評している。大川は「国家の理念」こそが憲法で明示すべき根本であるとしている。
16条という少ない条文である理由は、上記の「国家の理念」に関わることに条文を絞っていることと、日本国では戦後60数年間法律をつくり続けて不要な条文も多々あるのに、そのままになっている現状であるとし、他国に比べて国民の自由の領域をかなり狭めていることを懸念し、各個人の人間としての才能を矯めるような事態が多数あるとし、その原点は日本国憲法そのものであると主張した。これにより、人間本来の自由のために、憲法の簡素化から始めるべきだと考えたという。そして、ハイエク流の考え方で本来の自由主義の国を目指し「法律の目的は自由の確保にあり」として、「何もかも取り締まろうとする発想は捨てよ」としている。
現行の日本国憲法前文は、英語原案からから訳したものであり、そのため日本語として非常におかしな悪文になっているとして、重要な基本的人権・主権在民などについて「それがなぜそうなのか」という根拠を示していないとして批判し、この『新・日本国憲法試案』では、その根拠・根源的理由を普遍的宗教的人間観にもとづいて「人間の尊厳」の根拠から述べたとしている。

## 批判
2009年6月21日の新聞発表直後から批判が多数あり、特に保守派や左翼団体から「天皇制」と「国家元首」などについての意見が多く寄せられていた。この批判のなかで、同年6月24日、保守派のCS衛星テレビ番組「日本文化チャンネル桜」に取り上げられ放送された。この批判に対し、幸福実現党の側から反論の申し入れがあり、7月10日に再度「日本文化チャンネル桜」にて、この憲法改正試案の討論番組が放映された。この討論は7月8日に収録されたものであった。
さらに同年7月10日発売の『文藝春秋』誌8月号に、「大川隆法インタビュー」と「幸福の科学『霊界』から『政界』への奇怪」山村明義＆文藝春秋取材班の記事が掲載されこの中に、この憲法改正試案の話が出てくる。取材班の記事によると、この憲法試案を幸福の科学が、事前に憲法学者の八木秀次に5月に見せて、意見を求めていたことが八木の証言で発覚している。八木の指摘は「そもそも国家元首に対する考察が浅薄すぎます。大統領制の提案については撤回する方がよいのでは、と事前に幸福の科学に伝えた。」と述べている。

## 書籍 経典

### 書籍情報
- 単行本 上製本
  - 大川隆法：著『新・日本国憲法試案』  副題：幸福実現党宣言(4)

幸福の科学出版、2009年7月7日発刊（書籍奥付記載）ISBN 978-4-87688-353-0 全国書誌番号:21628355